# Associazione Calcio Padova 1923-1924
Questa pagina raccoglie le informazioni riguardanti l'Associazione Calcio Padova nelle competizioni ufficiali della stagione 1923-1924.

## Rosa
| N. |                   | Ruolo | Calciatore        |
| -- | ----------------- | ----- | ----------------- |
|    | Italia (bandiera) | A     | Gianangelo Barzan |
|    | Italia (bandiera) | A     | Antonio Busini    |
|    | Italia (bandiera) | A     | Federico Busini   |
|    | Italia (bandiera) | D     | Primo Danieli     |
|    | Italia (bandiera) | D     | Girolamo Doni     |
|    | Italia (bandiera) | D     | Aldo Fagiuoli     |
|    | Italia (bandiera) | D     | Ippolito Favaron  |
|    | Italia (bandiera) | D     | Antonio Fayenz    |
|    | Italia (bandiera) | D     | Giuseppe Girani   |

| N. |                   | Ruolo | Calciatore         |
| -- | ----------------- | ----- | ------------------ |
|    | Italia (bandiera) | P     | Libero Lodolo      |
|    | Italia (bandiera) | A     | Archimede Melchior |
|    | Italia (bandiera) | D     | Lorenzo Modulo     |
|    | Italia (bandiera) | A     | Feliciano Monti    |
|    | Italia (bandiera) | A     | Giovanni Monti     |
|    | Italia (bandiera) | P     | Renato Paglianti   |
|    | Italia (bandiera) | A     | Pio Veronese       |
|    | Italia (bandiera) | A     | Giulio Zanninovich |

## Risultati

### Prima Divisione

#### Girone di andata
| Arbitro: | Bistoletti (Milano) |

|                                      |           |           |
| Melchior 17’ A. Busini 78’ Monti 79’ | Marcatori | 54’ Rossi |

| Arbitro: | Majani (Torino) |

|  |           |               |
|  | Marcatori | F. Busini 25’ |

| Arbitro: | Alfieri (Bologna) |

|                       |           |  |
| Melchior 5’, 74’, 85’ | Marcatori |  |

| Arbitro: | Pinasco (Genova) |

|                     |           |              |
| Magnozzi 16’ (rig.) | Marcatori | 11’ G. Monti |

| Arbitro: | G.Crivelli (Milano) |

|                   |           |              |
| Barzan 90’ (rig.) | Marcatori | 57’ Banchero |

| Arbitro: | Majani (Torino) |

|                        |           |              |
| Bussich 11’ Agradi 56’ | Marcatori | 34’ G. Monti |

| Arbitro: | Venegoni (Legnano) |

|  |           |                |
|  | Marcatori | 43’ Santamaria |

| Arbitro: | Trezzi (Milano) |

|                                   |           |                 |
| Zanninovich 29’, 54’ Fagiuoli 38’ | Marcatori | 45’ Breviglieri |

| Arbitro: | Ortali (Bologna) |

|                 |           |                          |
| Zanninovich 42’ | Marcatori | 35’ Munerati 46’ Pastore |

| Arbitro: | Trezzi (Milano) |

|  |           |              |
|  | Marcatori | 63’ G. Monti |

| Arbitro: | Venegoni (Legnano) |

|  |           |                 |
|  | Marcatori | 19’ Zanninovich |

#### Girone di ritorno
| Novara 6 gennaio 1924 | Novara              | 0 – 0 | Padova | Campo di via Lombroso\| Arbitro: \| Bistoletti (Milano) \| |
| Arbitro:              | Bistoletti (Milano) |       |        |                                                            |

| Arbitro: | Panzeri (Milano) |

|                                   |           |                       |
| G. Monti 10’, 12’, 62’ Barzan 50’ | Marcatori | 6’ Rizzi 42’ Giuliani |

| Arbitro: | Pinasco (Genova) |

|            |           |  |
| Blando 69’ | Marcatori |  |

| Arbitro: | Trezzi (Milano) |

|                  |           |                   |
| Banchero 9’, 40’ | Marcatori | 24’, 45’ Veronese |

| Arbitro: | Ortali (Bologna) |

|          |           |                        |
| Doni 16’ | Marcatori | 69’ Aliatis 71’ Agradi |

| Arbitro: | Alfieri (Bologna) |

|              |           |                                  |
| Burlando 19’ | Marcatori | 14’ (aut.) Barbieri 73’ G. Monti |

| Arbitro: | Muttoni (Treviglio) |

|                                           |           |  |
| Fayenz 42’ Barzan 68’ (rig.) Fagiuoli 70’ | Marcatori |  |

| Modena 23 marzo 1924 | Modena          | 0 – 0 | Padova | Campo di viale Fontanelli\| Arbitro: \| Minoli (Torino) \| |
| Arbitro:             | Minoli (Torino) |       |        |                                                            |

| Arbitro: | Pasquinelli (Bologna) |

|                                                 |           |  |
| Monticone 10’ Gianfardoni 60’ (rig.) Grabbi 72’ | Marcatori |  |

| Arbitro: | Grossi (Milano) |

|                                                          |           |  |
| Veronese 51’, 54’, 61’ F. Busini 64’ F. Monti 65’ (rig.) | Marcatori |  |

| Padova 20 aprile 1924 | Padova          | 2 – 0 A tav. | Livorno | Stadium di Padova\| Arbitro: \| Trezzi (Milano) \| |
| Arbitro:              | Trezzi (Milano) |              |         |                                                    |

## Statistiche

### Statistiche di squadra
| Competizione    | Punti | In casa | In casa | In casa | In casa | In casa | In casa | In trasferta | In trasferta | In trasferta | In trasferta | In trasferta | In trasferta | Totale | Totale | Totale | Totale | Totale | Totale | DR  |
| Competizione    | Punti | G       | V       | N       | P       | Gf      | Gs      | G            | V            | N            | P            | Gf           | Gs           | G      | V      | N      | P      | Gf     | Gs     | DR  |
| --------------- | ----- | ------- | ------- | ------- | ------- | ------- | ------- | ------------ | ------------ | ------------ | ------------ | ------------ | ------------ | ------ | ------ | ------ | ------ | ------ | ------ | --- |
| Prima Divisione | 29    | 11      | 8       | 1       | 2       | 27      | 8       | 11           | 4            | 4            | 3            | 9            | 10           | 22     | 12     | 5      | 5      | 36     | 18     | +18 |

### Statistiche dei giocatori
Fonti
| Giocatore      | Prima Divisione | Prima Divisione |
| Giocatore      | Presenze        | Reti            |
| -------------- | --------------- | --------------- |
| G. Barzan      | 22              | 3               |
| A. Busini      | 12              | 1               |
| F. Busini      | 15              | 2               |
| Camillotti     | 3               | 0               |
| P. Danieli     | 17              | 0               |
| G. Doni        | 1               | 1               |
| A. Fagiuoli    | 20              | 2               |
| I. Favaron     | 1               | 0               |
| A. Fayenz      | 20              | 1               |
| G. Girani      | 21              | 0               |
| L. Lodolo      | 18              | -17             |
| A. Melchior    | 15              | 4               |
| L. Modulo      | 12              | 0               |
| F. Monti       | 20              | 4               |
| G. Monti       | 19              | 5               |
| R. Paglianti   | 4               | -1              |
| P. Veronese    | 13              | 5               |
| G. Zanninovich | 9               | 3               |